# Intersecting Storage Rings
Pour les articles homonymes, voir ISR.

Les Intersecting Storage Rings ou ISR (en français les anneaux de stockage à intersections) étaient un accélérateur de particules situé au CERN près de Genève. Il s'agissait du premier collisionneur de hadrons du monde, en service de 1971 à 1984, avec une énergie maximale de 62 GeV.

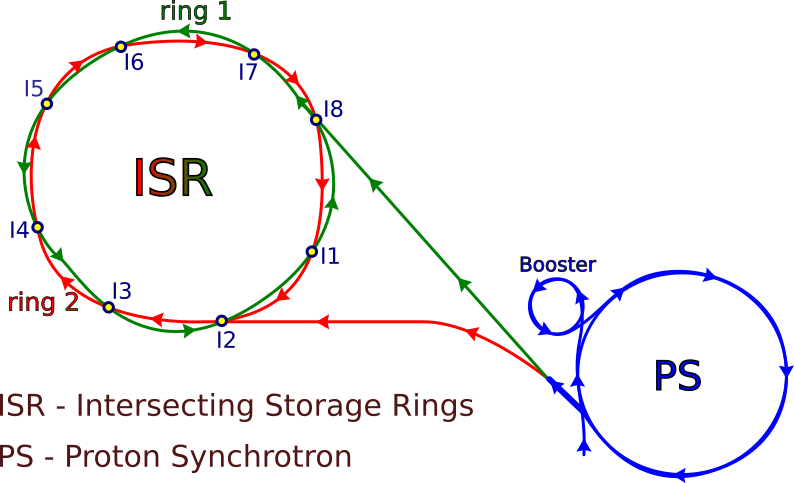
Disposition des anneaux de stockage à intersections.

Les ISR étaient composés de deux anneaux concentriques d'aimants, d'un diamètre de 300 m, dans lesquels les protons se déplacent dans des directions opposées. Les anneaux se croisaient en huit points, appelés régions d'intersection.
La construction des ISR a permis de nombreuses avancées en physique des accélérateurs, y compris la première utilisation du refroidissement stochastique.